# Орден Красной Звезды Труда
Орден Красной Звезды Труда — (чеш. Řád rudé hvězdy práce) государственная награда Чехословакии.

## История
Орден Красной Звезды Труда был основан постановлением правительства № 24/1955 от 4 мая 1955 года, которым были основаны ордена «Орден Трудового Красного Знамени», «Орден Красной Звезды Труда» и медали «За трудовую верность» «За трудовую самоотверженность» с целью поощрения заслуг в строительстве социализма в Чехословакии, за многолетнюю образцовую работу по профессии.
Дополнением председателя правительства № 26/1955 от 25 мая 1955 года был опубликован статут «Ордена Трудового Красного Знамени», «Ордена Красной Звезды Труда» и медалей «За трудовую верность», «За трудовую самоотверженность».

## Положение
Орден Красной Звезды Труда вручался за блестящие заслуги в многолетней, упорной, самоотверженной, образцовой работе в решающих областях науки и хозяйства или строительстве культуры социализма, пропитанной верностью к профессии.

## Описание
Знак ордена — серебряная пятиконечная звезда красной эмали. Между лучами звезды маленькие серебряные лучики.
Звезда при помощи кольца крепится к серебряному звену в виде двух веточек липы, которое в свою очередь подвешивается к орденской ленте.
Реверс знака был исполнен в двух типах:
- до 1960 года — гербовой коронованный лев Богемии со словацким щитком на груди в центре. Внизу по окружности надпись «Republika Československá»;
- после 1960 года — герб ЧССР в центре, справа и слева аббревиатуры «ČSSR».

Орденская лента муаровая голубого цвета с двумя синими полосками посередине, тонкой белой и более широкой красной по краям.
 Для повседневного ношения имеется планка, обтянутая орденской лентой.